# Niwka (Wołowice)
Niwka – część wsi Wołowice w Polsce położona w województwie małopolskim, w powiecie krakowskim, w gminie Czernichów.
W latach 1975–1998 Niwka należała administracyjnie do województwa krakowskiego.